# 太田洋
太田 洋（おおた ひろし、1948年〈昭和23年〉3月7日 - ）は、日本の政治家。千葉県いすみ市長（5期）。元岬町長（2期）。元・岬町長の太田儀男は父。

## 来歴
千葉県立大多喜高等学校、法政大学経済学部卒業。1972年（昭和47年）4月、千葉県庁に入庁。千葉県衛生部医療施設課長を務め、1999年（平成11年）に退職。同年10月、岬町長に就任。
2005年（平成17年）12月5日、大原町、夷隅町、岬町が合併しいすみ市が発足。同年12月25日に行われたいすみ市長選挙で前・大原町長の近藤万芳を破り初当選した。
2017年（平成29年）、無投票により4選。
2021年（令和3年）12月、元・いすみ市議会議員の田井秀明を破り5選。